# Macrostylophora bispiniforma
Macrostylophora bispiniforma är en loppart som beskrevs av Li Kueichen, Hsieh Paochi et Yang Hsiaotung 1976. Macrostylophora bispiniforma ingår i släktet Macrostylophora och familjen fågelloppor.

## Underarter
Arten delas in i följande underarter:
- M. b. bispiniforma
- M. b. gongshanensis